# Калкин, Маколей
Мако́лей Ка́рсон Ка́лкин (англ. Macaulay Carson Culkin; род. 26 августа 1980, Нью-Йорк, США) — американский актёр кино, телевидения и озвучивания, музыкант. Один из самых успешных детей-актёров в истории Голливуда, прославившийся главными ролями в фильмах «Дядюшка Бак» (1989), «Один дома» (1990), «Моя дочь» (1991), «Один дома 2: Потерявшийся в Нью-Йорке» (1992), «Добрый сынок» (1993), «Наравне с отцом» (1994), «Богатенький Ричи» (1994) и «Повелитель страниц» (1994). На пике популярности рассматривался как лучший ребёнок-актёр после Ширли Темпл.

## Ранние годы
Маколей Калкин родился 26 августа 1980 года и вырос в манхэттенском квартале Нижний Ист-Сайд в Нью-Йорке в семье бывшего бродвейского актёра Кристофера Корнелиуса Калкина (род. 6 декабря 1944 года) и Патриции Брентрап. Родители никогда не были женаты и познакомились в 1974 году в Сандэнсе, где Патриция работала регулировщиком дорожного движения. Маколей был назван в честь писателя Томаса Бабингтона Маколея и генерала Кита Карсона. Он третий из семи детей. У него четыре брата: Шейн Арлисс (род. 1976), Киран Кайл (род. 1982), Кристиан Патрик (род. 1987) и Рори Хью (род. 1989), и две сестры: Дакота (1978—2008) и Куинн Кэй (род. 1984). У него также была старшая единокровная сестра Дженнифер Адамсон (1970—2000). Маколей — племянник актрисы Бонни Беделиа, которая приходится ему тётей по отцовской линии.
На момент рождения Маколея его семья была не очень состоятельной и жила в маленькой квартире. Мать работала телефонисткой, отец, распрощавшийся к тому моменту с актёрской карьерой, — кистером в местной католической церкви. Маколей был воспитан в католических традициях, и в течение пяти лет посещал Католическую школу Святого Иосифа, прежде чем перешёл в Детскую профессиональную школу (спецшкола для детей, которые с раннего детства играют в театрах или кино, и поэтому не успевают посещать обычную). Какое-то время Калкин занимался балетом и танцами в «Школе американского балета».

## Карьера

### Начало карьеры

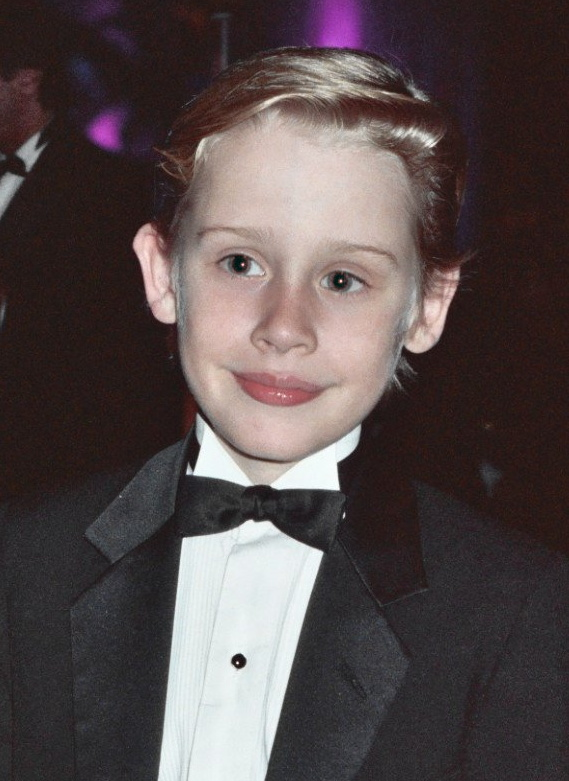
На вручении Эмми, 25 августа 1991 года.

Актёрский дебют Маколея состоялся в 4 года, когда он сыграл на сцене Нью-Йоркской филармонии в спектакле «Bach Babies». Спустя год, в 1985, состоялся его кинодебют в фильме «В полночный час», где он сыграл эпизодическую роль, и в титрах упомянут не был. В целом, из его киноработ того начального периода во второй половине 1980-х годов известными были лишь две: роль в одной из серий сериала «Уравнитель» (Маколей по сюжету сыграл жертву похищения) и первая главная роль в фильме «Дядюшка Бак» (1989), где его партнёром был Джон Кэнди. Также Маколей сыграл эпизодическую роль в фильме «Рождённый четвёртого июля» (1989), но режиссёр фильма Оливер Стоун при монтаже вырезал все эпизоды с его участием.
В 1990 году на экраны вышел комедийный блокбастер «Один дома», который стал прорывом в карьере Калкина. Роль Кевина Маккаллистера принесла ему первую номинацию на «Золотой глобус» (Лучшая мужская роль в комедии или мюзикле) и звание «Ребёнок года», а его гонорар составил 100 тыс. долларов. В американском и мировом прокате фильм собрал около 500 млн долларов и попал в Книгу рекордов Гиннесса, как комедия, собравшая больше всех денег в прокате. Главным менеджером Маколея стал его отец, но Кристофера больше интересовала не карьера сына, а его гонорары, которые с последующими фильмами стали возрастать. Так, за вышедший спустя год фильм «Моя дочь» Калкин получил гонорар уже в размере одного миллиона долларов. В то же время в большинстве его последующих фильмов его роли мало чем отличались от Кевина, а их прокат оборачивался финансовым провалом. Исключениями стали только «Один дома 2: Потерявшийся в Нью-Йорке» (1992) (гонорар Калкина в нём составил четыре с половиной миллиона долларов, что сделало его первым в истории ребёнком-актёром, получившим такую сумму), который хоть и собрал денег меньше первой части (триста с половиной миллионов долларов), но сумел окупить бюджет, и психологический триллер «Добрый сынок» (1993), где Калкин решил сделать резкий скачок в амплуа и сыграл мальчика-социопата (несмотря на то, что фильму удалось окупить бюджет, критика восприняла его отрицательно).
Попутно Кристофер Калкин пытался протолкнуть в кино его братьев и сестёр. Однако у Шейна, Дакоты и Кристиана дальше второплановой или эпизодической роли в одном фильме дело не прошло и на этом их карьеры в кино закончились, Куинн сыграла экранных сестёр Маколея в «Хорошем сыне» и в мультсериале «Малыш, загадывающий желания», после чего её карьера тоже завершилась. Карьеры сумели продолжить лишь Киран и Рори, которые первое время снимались вместе с Маколеем, играя либо детские ипостаси его персонажей, либо его экранных братьев.

### Спад карьеры
Низкие сборы от кинопроката, само качество фильмов (за роли в фильмах «Наравне с отцом», «Повелитель страниц» и «Богатенький Ричи» он номинировался на антипремию «Золотая малина» в категории «Худшая мужская роль» в 1995 году) и требования Кристофера Калкина выплачивать его сыну миллионные гонорары (за фильмы «Наравне с отцом» и «Богатенький Ричи» Маколей получил по восемь миллионов долларов) поставили карьеру Маколея под серьёзную угрозу — продюсеры не хотели выделять на будущие фильмы многомиллионные бюджеты только потому, что их добрая половина должна будет пойти на гонорары Калкину.
Сам Калкин уже к тому моменту начал уставать от съёмок и Патриция встала на его сторону, в то время как Кристофер требовал от сына продолжать карьеру. Из-за тяжёлой обстановки в семье Маколей решил взять творческую паузу и дождаться, пока родители придут к консенсусу. Таким образом, вышедший в декабре 1994 года «Богатенький Ричи» стал его последней детской работой — во время съёмок ему было уже 13 лет.
В июне 1995 года Патриция разошлась с Кристофером, обвинив его в том, что он развалил карьеру сына, практически лишив мальчика шансов на её восстановление. Далее началось судебное разбирательство, на котором решался вопрос по поводу опеки над детьми и трастовым фондом Маколея (который оценивался от 15 до 20 миллионов долларов), длившееся до апреля 1997 года, на котором суд узаконил опеку Патриции над детьми (Кристофер даже не явился в суд), в то время как сам Маколей убрал имена родителей из своего трастового фонда и назначил душеприказчика. В этот период Калкин почти не снимался, появившись только в 1998 году в видеоклипе «Sunday» рок-группы Sonic Youth. В многочисленных интервью братья Калкины, отвечая на соответствующие вопросы, сообщили, что после суда они больше ни разу не виделись с отцом и вообще не поддерживают с ним никаких контактов.

### Дальнейшая карьера
В 2003 году Калкин, получив до этого некоторое признание благодаря своему участию в театральных постановках, на некоторое время вернулся в кино, сыграв среди прочего в фильмах «Клубная мания» (в котором он сыграл основателя движения «Клубные детки» Майкла Элига) и «Спасена!». Хотя его игра получила в основном положительные отзывы критиков, той популярности, что у него была в детстве, она ему не принесла.
В 2012 году Калкин основал свою пародийную рок-группу The Pizza Underground, чей репертуар пародирует песни другой рок-группы The Velvet Underground. В мае 2014 года во время их первого турне в клубе «Рок-Сити» в Ноттингеме выступление группы во время соло Калкина было освистано: зрители бросали в сцену банки с пивом, из-за чего группа свернула своё выступление спустя 15 минут после выхода на сцену. В 2016 году группа распалась. После чего стал роуди для Адама Грина, основателя группы Moldy Peaches, и группы Har Mar Superstar.
В 2016 году Калкин снялся в рекламном ролике страховой компании Compare the Market.
В 2017 году присоединился к актёрскому составу фильма «Changeland», режиссёрскому дебюту актёра Сета Грина. С 2018 года снимает собственное шоу под названием «Bunny Ears» и завёл аккаунт в Инстаграме. Стал гостем «Шоу Эллен Дедженерес».
В конце 2018 года Калкин принимал участие в качестве гостя в известных интернет-шоу Half in the Bag, Best of the Worst и The Angry Video Game Nerd. 164-й эпизод The Angry Video Game Nerd, с участием Калкина, был посвящён компьютерным играм по «Один дома». В том же 2018 году снялся в рождественском рекламном ролике для Google, рекламируя новые сервисы умного дома в своём «фирменном» образе из дилогии «Один дома». В 2019 году он сыграл одну из ролей в фильме Сета Грина «Земля перемен» вместе с Брендой Сонг, который был выпущен 7 июня 2019 года.
В феврале 2020 года было анонсировано появление Калкина в новом сезоне сериала «Американская история ужасов».
В 2021 году Маколей Калкин стал моделью и прошёлся по подиуму во время показа коллекции «Gucci». Показ состоялся в Лос-Анджелесе на Голливудском бульваре, на котором расположена голливудская «Аллея славы».
2 декабря 2023 года Маколей Калкин получил собственную звезду на «Аллее славы» в Голливуде. Поддержать Калкина пришла его семья, родственники и друзья, а также голливудские актёры. Звезда Маколея Калкина стала 2765-й по счету звездой, размещённой на «Аллее славы».

## Личная жизнь
В 1998 году Калкин женился на актрисе Рэйчел Майнер, с которой познакомился в детской профессиональной нью-йоркской школе, где они оба учились. На момент свадьбы обоим было по семнадцать лет. Этот брак продлился не более двух лет и в 2000 году они разошлись, а в 2002 году окончательно развелись.
С мая 2002 года встречался с актрисой Милой Кунис, но 3 января 2011 года публицист Кунис подтвердил сообщение, что Калкин и Кунис закончили отношения несколько месяцев тому назад, сказав:

…Расставание было полюбовным, и они остаются близкими друзьями.Оригинальный текст (англ.)The split was amicable, and they remain close friends— CBS News
В 2008 году погибла старшая сестра Маколея, Дакота. Её сбила машина на пешеходном переходе. Дакоту доставили в больницу, но на следующий день она скончалась от травм.
21 декабря 2012 года в СМИ появилась информация о том, что Калкин совершил неудачную попытку самоубийства, приняв рискованную дозу таблеток. Информация подтвердилась позднее; причиной неудавшегося суицида оказалась депрессия, вызванная расставанием с Кунис.

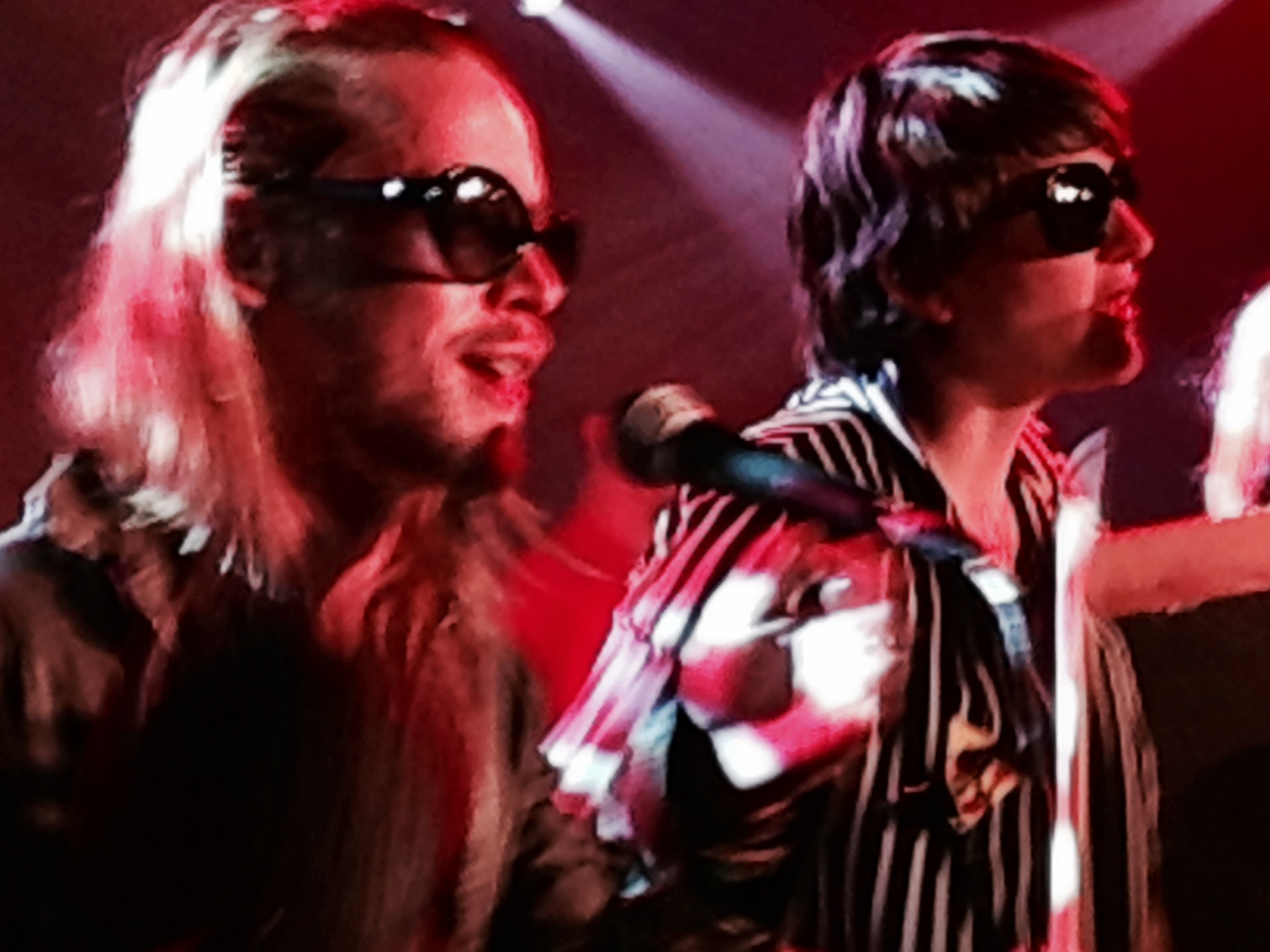
Калкин (слева) и его группа «The Pizza Underground», Чикаго, 2014 год

В июле 2017 года Калкин был замечен в обществе актрисы Бренды Сонг, с которой познакомился на съёмках «Changeland». Сами актёры свои отношения не прокомментировали, однако затем в прессе появилась информация о том, что они встречаются. 5 апреля 2021 года у пары родился сын Дакота Сонг Калкин. Калкин назвал сына Дакотой в честь покойной сестры.
В декабре 2018 года Калкин в своём Twitter-аккаунте провёл голосование по поиску нового второго имени и больше всего голосов получил вариант «Маколей Калкин», после чего он объявил, что собирается официально поменять имя на «Маколей Маколей Калкин Калкин». Однако так этого и не сделал, позже заявив, что всех разыграл.
18 марта 2023 года стало известно, что в декабре 2022 года Маколей и Бренда стали родителями во второй раз. У них родился мальчик, которого назвали Карсон.
Средства массовой информации неоднократно писали о предполагаемой свадьбе актеров, однако теперь все больше склоняются к тому, что еще в 2020 году, до рождения первого ребёнка, прошла тайная церемония бракосочетания.

### Участие в суде над Майклом Джексоном
Маколей Калкин также известен тем, что вместе со своим братом Кираном выступал свидетелем защиты Майкла Джексона на суде и досудебных слушаниях в 1993 и 2005 годах, когда Джексон был обвинён в растлении малолетних. Калкин тогда характеризовал Джексона с самой лучшей стороны и утверждал, что, хотя он спал наедине с Джексоном в его спальне, Джексон никогда не делал ничего непристойного.
Калкин является крёстным отцом троих детей Майкла Джексона.

## Фильмография

### Кино и телевидение

Калкин в роли Кевина Маккаллистера в фильме Один дома (1990 г.)

| Год       |     | Русское название                           | Оригинальное название                  | Роль                                 |
| --------- | --- | ------------------------------------------ | -------------------------------------- | ------------------------------------ |
| 1985      | тф  | В полночный час                            | The Midnight Hour                      | Мальчик в хэллоуинском костюме       |
| 1988      | с   | Уравнитель                                 | The Equalizer                          | Пол Гефардт                          |
| 1988      | ф   | Ракета на Гибралтар                        | Rocket Gibraltar                       | Сай Блу Блэк                         |
| 1989      | ф   | Увидимся утром                             | See You in the Morning                 | Билли Ливингстон                     |
| 1989      | ф   | Дядюшка Бак                                | Uncle Buck                             | Майлз Расселл                        |
| 1990      | ф   | Лестница Иакова                            | Jacob’s Ladder                         | Гейб Сингер                          |
| 1990      | ф   | Один дома                                  | Home Alone                             | Кевин Маккаллистер                   |
| 1991      | ф   | Поймёт лишь одинокий                       | Only the Lonely                        | Билли Малдун                         |
| 1991      | ф   | Моя дочь                                   | My Girl                                | Томас Джей Сеннетт                   |
| 1991      | мс  | Малыш, загадывающий желания                | Wish Kid                               | Ник Макклари                         |
| 1992      | ф   | Один дома 2: Потерявшийся в Нью-Йорке      | Home Alone 2: Lost in New York         | Кевин Маккаллистер                   |
| 1993      | ф   | Добрый сынок                               | The Good Son                           | Генри Эванс                          |
| 1993      | ф   | Щелкунчик                                  | The Nutcracker                         | Племянник Дроссельмейера Щелкунчик   |
| 1994      | ф   | Наравне с отцом                            | Getting Even with Dad                  | Тимми                                |
| 1994      | ф   | Повелитель страниц                         | The Pagemaster                         | Ричард Тайлер                        |
| 1994      | с   | Фрейзер                                    | Frasier                                | Эллиотт                              |
| 1994      | ф   | Богатенький Ричи                           | Richie Rich                            | Риччи Рич                            |
| 2003      | ф   | Клубная мания                              | Party Monster                          | Майкл Элиг                           |
| 2003      | с   | Уилл и Грейс                               | Will & Grace                           | Джейсон Тауни                        |
| 2004      | ф   | Спасённая                                  | Saved                                  | Роланд                               |
| 2004      | в   | Корпоративный призрак                      | Corporate Ghost                        | В роли самого себя                   |
| 2005      | тф  | Фостер Холл                                | Foster Hall                            | Кларк Холл                           |
| 2005—2010 | мс  | Робоцып                                    | Robot Chicken                          | разные персонажи                     |
| 2007      | ф   | Секс на завтрак                            | Sex and Breakfast                      | Джеймс                               |
| 2009      | с   | Короли                                     | Kings                                  | Эндрю Кросс                          |
| 2011      | ф   | Неправильный Ферарри                       | The Wrong Ferarri                      | Маколей                              |
| 2011—2025 | с   | Наполовину в сумке                         | Half in the bag                        | Тимоти Макгарбл                      |
| 2015      | кор | Рестлинг не рестлинг                       | Wrestling Isn’t Wrestling              | Ребёнок                              |
| 2015—2016 | с   | Шоу Гэффигана                              | The Jim Gaffigan Show                  | В роли самого себя                   |
| 2015—2017 | с   | Водители                                   | :Dryvrs                                | Герой / В роли самого себя           |
| 2016      | ф   | Аладдин Адама Грина                        | Adam Green’s Aladdin                   | Ральф                                |
| 2018—2025 | с   | Праведные Джемстоуны                       | The Righteous Gemstones                | Хармон Фриман                        |
| 2018      | с   | Злостный видеоигровой задрот               | The Angry Video Game Nerd              | Доставщик пиццы / В роли самого себя |
| 2019      | ф   | Мальчишник в Таиланде                      | Changeland                             | Иэн                                  |
| 2019      | с   | Куколка                                    | Dollface                               | Дэн Хакетт                           |
| 2021      | с   | Американская история ужасов: Двойной сеанс | American Horror Story: Double Feature  | Микки                                |
| 2022      | мф  | Энтергалактик                              | Entergalactic                          | Даунтаун Пэт                         |
| 2023—2024 | с   | Второй лучший госпиталь в галактике        | The second best hospital in the galaxy | Инопланетянин                        |
| 2024      | с   | Фоллаут                                    | Fallout                                | Бенедикт                             |
| 2025—2026 | с   | Самый ценный игрок                         | Running Point                          | Фанат                                |

### Музыкальные клипы
| Год  | Исполнитель       | Название                      |
| ---- | ----------------- | ----------------------------- |
| 1991 | Майкл Джексон     | «Black or White»              |
| 1992 | Дарлин Лав        | «All Alone On Christmas»      |
| 1998 | Sonic Youth       | «Sunday»                      |
| 2017 | Father John Misty | «Total Entertainment Forever» |

## Награды и номинации
| Премия              | Год  | Фильм                                               | Категория                                | Итог      |
| ------------------- | ---- | --------------------------------------------------- | ---------------------------------------- | --------- |
| «Молодой актёр»     | 1991 | Один дома                                           | Лучший молодой актёр                     | Награда   |
| «Золотой глобус»    | 1991 | Один дома                                           | Лучшая мужская роль (комедия или мюзикл) | Номинация |
| «Премия канала MTV» | 1992 | Моя дочь                                            | Лучший поцелуй                           | Награда   |
| «Премия канала MTV» | 1992 | Моя дочь                                            | Лучший актёрский дуэт                    | Номинация |
| «Премия канала MTV» | 1994 | Добрый сынок                                        | Лучший злодей                            | Номинация |
| «Золотая малина»    | 1995 | Наравне с отцом Богатенький Ричи Повелитель страниц | Худшая мужская роль                      | Номинация |